# Trăn
Trăn (bulgariska: Трън) är en ort i Bulgarien.   Den ligger i kommunen Obsjtina Trăn och regionen Pernik, i den västra delen av landet, 60 km väster om huvudstaden Sofia. Trăn ligger 697 meter över havet och antalet invånare är 3 102.